# Луговое Большое
Луговое Большое — деревня в Пучежском районе Ивановской области России. Входит в состав Сеготского сельского поселения.

## География
Деревня расположена в восточной части Ивановской области, в зоне хвойно-широколиственных лесов, на восточном берегу Горьковского водохранилища, к востоку от автодороги 24К-108, на расстоянии примерно 8 километров (по прямой) к северо-западу от города Пучежа, административного центра района.

### Климат
Климат характеризуется как умеренно континентальный, с умеренно холодной снежной зимой тёплым влажным летом. Среднегодовая температура воздуха — 2,6 °C. Средняя температура воздуха самого холодного месяца (января) — −12,1 °C (абсолютный минимум — −39 °C); самого тёплого месяца (июля) — 17,7 °C (абсолютный максимум — 30 °С). Безморозный период длится около 139 дней. Годовое количество атмосферных осадков — 658 мм, из которых 417 мм выпадает в период с апреля по октябрь. Снежный покров устанавливается в третьей декаде ноября и держится в течение 145 дней.

### Часовой пояс
Деревня Луговое Большое, как и вся Ивановская область, находится в часовой зоне МСК (московское время). Смещение применяемого времени относительно UTC составляет +3:00.

## Население
| 2010 |
| ---- |
| 11   |

### Национальный состав
Согласно результатам переписи 2002 года, в национальной структуре населения русские составляли 100 % из 18 чел.